# Актерек (Алматинская область)
Актерек (каз. Ақтерек) — село в Жамбылском районе Алматинской области Казахстана. Административный центр Актерекского сельского округа. Расположено в 85 км к западу от села Узынагаш. Код КАТО — 194239100.

## История
Село Актерек первоначально входило в состав Курдайского района Алма-Атинской области, когда он был образован в 1932 году. 9 января 1935 года был создан Красногорский район, и село было выделено из Курдайского района и переведено в его состав.
Согласно постановлению Президиума Верховного Совета СССР от 14 октября 1939 года, Красногорский район был переведен из Алма-Атинской области в новообразованную Джамбульскую область, а постановлением Президиума Верховного Совета Казахской ССР от 26 сентября 1957 года Красногорский район был упразднен, а Актерекский сельский совет возвращен в состав Курдайского района.
Наконец, решением Президиума Верховного Совета Казахской ССР от 22 августа 1964 года Актерекский сельский совет был передан в состав Алма-Атинской области..

## Население
В 1999 году население села составляло 3081 человек (1535 мужчин и 1546 женщин). По данным переписи 2009 года, в селе проживали 3122 человека (1571 мужчина и 1551 женщина).

## Достопримечательности
В 6 км к юго-востоку от села расположен комплекс памятников архитектуры Актерек, состоящий из 90 курганов эпохи бронзы.